# Gebersdorf (Thalmässing)
Gebersdorf ist ein Gemeindeteil des Marktes Thalmässing im Landkreis Roth (Mittelfranken, Bayern). Gebersdorf liegt in der Gemarkung Hagenich.

## Lage
Das Kirchdorf liegt südöstlich des Gemeindesitzes Thalmässing am Hagenicher Mühlbach, einem Seitenbach der Thalach, am Abhang der Jurafläche zur Thalach hin. Gemeindeverbindungsstraßen gehen in nordöstlicher Richtung nach Hagenich und weiter zur Staatsstraße 2227, sowie in südwestlicher Richtung nach Waizenhofen und zur Staatsstraße 2225. Die Dorfflur von 68 Hektar ist dreiseitig von einem nur mäßig höheren, bewaldeten Höhenzug umgeben und öffnet sich nur nach Osten bzw. Nordosten hin. Durch den Ort führt der nach Waizenhofen führende Thalmässinger Wanderweg Nr. 3.
In einer Beschreibung von 1787 heißt es: „Der Ort liegt zwischen hohen Bergen in einer romantischen Gegend, welche durch die vielen hier gepflanzten Welsch- oder Wallnußbäume, die im Sommer fast das ganz Dörfgen bedeken, sehr verschönert wird.“

## Ortsnamendeutung
Der Ortsname soll nach dem althochdeutschen Personennamen Gebiheri gebildet worden sein.
Um 1800 lautete der Ortsname auch auf „Gebersburg“.

## Geschichte
Nördlich von Gebersdorf befinden sich an einem bewaldeten Abhang zwei Grabhügel der Hallstattzeit.
Der Ort ist wahrscheinlich im Schenkungsbuch der Propstei Berchtesgaden um 1150 erstmals erwähnt. Dort tritt ein „Werinhere de Giebestorf“ als Urkundenzeuge auf. Etwa aus der gleichen Zeit ist im Schenkungsbuch mit „Gotscalch de Giebestorf“ ein weiterer Ortsadeliger genannt. Gesichert ist die Nennung des Ortsnamens von 1343 mit Heinrich Geberstorfer zu Geyern. Der Ortsadel hatte einen ebenerdigen, von einem Graben umgebenen kleinen Ansitz im Dorf. Die heutige Seniorenpension auf diesem Gelände, eine Nachfolgeeinrichtung eines vormaligen Bauern-, dann Wirtshauses, „bewahrt jedenfalls Mauerbestände vom mittelalterlichen Wohnbau, den man sich klein vorstellen muß.“
1340 verkaufte Chunrat der Swer von Rutlantzholz (= Rudletzholz) sein Gut im Dorf an die Herren von Sandsee. Aus einer Urkunde des Klosters Plankstetten von 1368 erfährt man, dass der Ritter Ulrich von Morsbach, sein Sohn Heinrich und dessen Sohn Hartunch an der St. Johanneskapelle des Klosters eine tägliche Messe stifteten und als Ausstattung dazu unter anderem ein Gut zu Geberstorf gaben. 1480 wird die Kirche St. Nikolaus in Gebersdorf als Filialkirche von St. Gotthard in (Thal-)Mässing erwähnt; die Reformation erfolgte mit der Mutterkirche 1534. Zwei von einem Flügelaltar stammende Flachreliefs aus der mittelalterlichen Kirche von Gebersdorf, die hl. Elisabeth und die hl. Katharina darstellend, kamen ins Germanische Nationalmuseum Nürnberg. Im „Schloß“ wohnten später die Auer von Aue, dann die Eckmannshofer. 1548 waren hier die Ehenheimer begütert.
Für das 18. Jahrhundert wird von zwei warmen Quellen in Gebersdorf berichtet.
Gegen Ende des Alten Reiches unterstand Gebersdorf, ein Weiler von zehn Untertanen-Familien, bis 1796 hochgerichtlich dem brandenburg-ansbachischen Landvogtei-Oberamt Stauf-Landeck. Die Dorf- und Gemeindeherrschaft hatte das Kastenamt Stauf inne, das alleiniger Grundherr über die zehn Anwesen im Dorf und über die drei zum Dorf gehörenden Mühlen war, darunter die Bergmühle. Außerdem gab es bereits das Wirtshaus im ehemaligen „Schlossgelände“ und ein gemeindliches Hirtenhaus. 1796 fiel das Fürstentum Ansbach und damit auch Gebersdorf im Amt Stauf-Landeck an das Königreich Preußen.
Im Königreich Bayern bildete Gebersdorf mit Eckmannshofen, Hagenich und der Bergmühle (auch: Guckerlamühle) 1818 die Ruralgemeinde Hagenich im Steuerdistrikt Thalmässing im Landgericht Raitenbuch, ab 1812 im Landgericht Greding.
1840 bestand das Dorf aus 14 Wohnhäusern mit 58 Einwohnern, 1875 aus insgesamt 47 Gebäuden mit 44 Einwohnern. In den Ställen standen 1875 drei Pferde und 35 Stück Rindvieh. Die Kinder besuchten die protestantische Schule in Thalmässing. Um 1900 standen im Dorf 13 Wohngebäude, in denen 59 Personen lebten. 1952 wurden elf, 1961 zwölf Wohngebäude gezählt. In den 1960/70er Jahren war die Einwohnerzahl auf 28 abgesunken.
Im Zuge der Gebietsreform in Bayern wurde das Kirchdorf zum 1. Januar 1972 in den Markt Thalmässing eingegliedert.

### Einwohnerentwicklung
- 1818: 54 (13 „Feuerstellen“ = Haushaltungen, 14 Familien)[22]
- 1823: 54 (12 Anwesen)[23]
- 1840: 58 (12 Häuser)[24]
- 1871: 44[25]
- 1900: 59[26]
- 1937: 42 (mit Guggen- und Lehmermühle)[27]

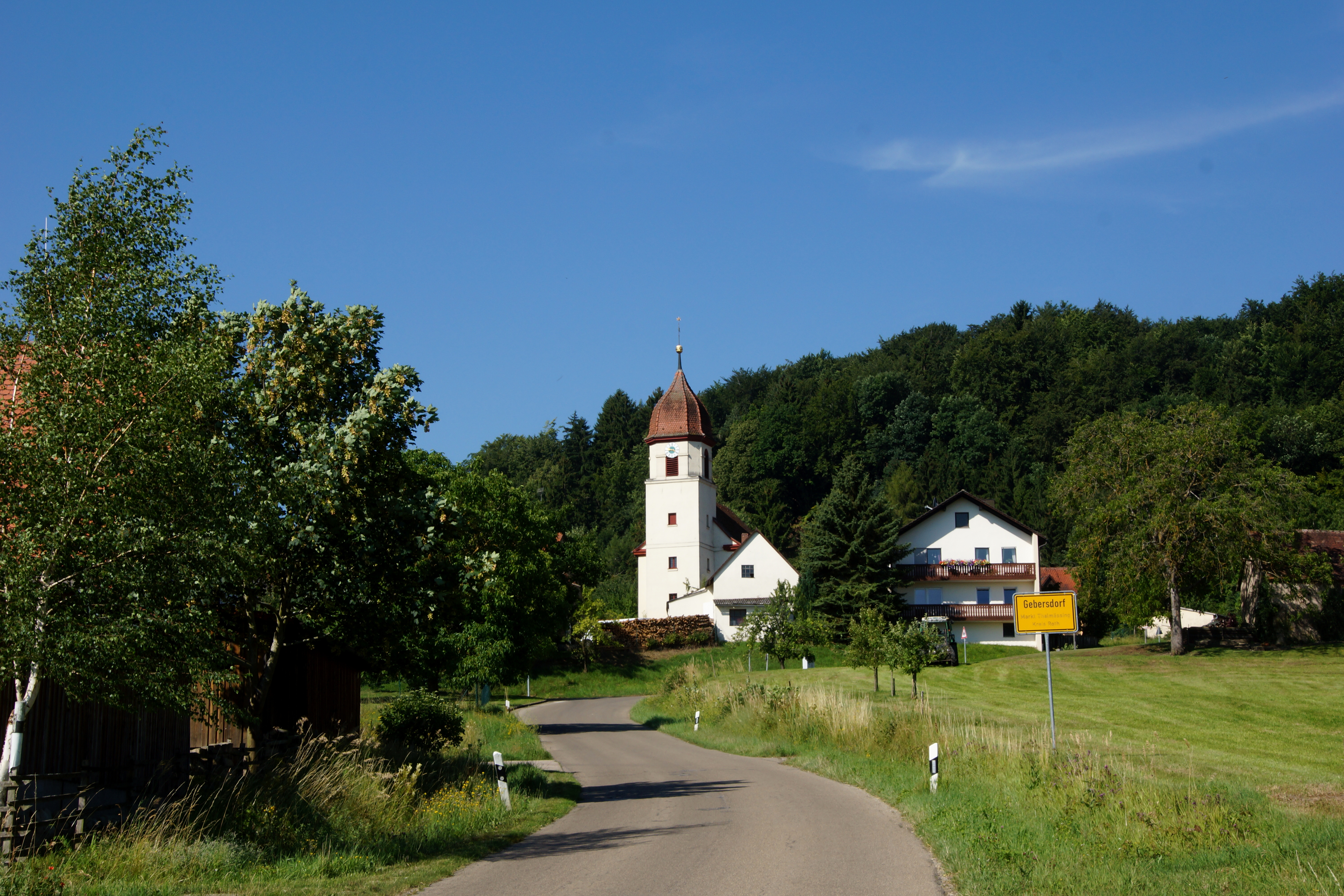
Die Gebersdorfer Kirche St. Nikolaus

- 1950: 66 (10 Wohngebäude)[28]
- 1961: 32[29]
- 1970: 28[30]
- 1. Januar 2014: 57[31]

## Evangelisch-lutherische Filialkirche St. Nikolaus
Die heutige Kirche, ein zweigeschossiger Putzbau mit Halbwalmdach, ist laut Unterlagen im Pfarrarchiv ein Neubau von 1765/66. Sie wurde nach Plänen von Johann David Steingruber im sogenannten Markgrafenstil erbaut. Der Kirchturm springt nach Osten aus, ist im Untergeschoss quadratisch und hat ein oktogonales Obergeschoss mit Kuppeldach. Der flachgedeckte Saalbau ist mit einem Kanzelaltar, der in einer Blendnische des Turmes steht, und mit umlaufenden Emporen ausgestattet.

## Baudenkmäler
Neben der Kirche gelten als Baudenkmäler das ehemalige Gasthaus Gebersdorf Nr. 6 im Areal und mit Mauerresten des spätmittelalterlichen Schlösschens, heute eine Senioren- und Pflegepension, und das ehemalige Gütlerhaus Gebersdorf Nr. 12 aus dem 18. Jahrhundert.